# Сергий (Дружинин)
Епи́скоп Се́ргий (в миру Ива́н Про́хорович Дружи́нин; 20 июня 1863, село Новое Село, Бежецкий уезд, Тверская губерния — 17 сентября 1937, Йошкар-Ола) — епископ Православной российской церкви; с 23 ноября 1924 года епископ Нарвский, викарий Ленинградской епархии. Один из основоположников и лидеров иосифлянского движения в Русской церкви.
11 марта 2020 года канонизирован в Русской православной церкви как священномученик.

## Биография
Родился в зажиточной крестьянской семье. Получил домашнее образование. Любил церковные богослужения; когда подрос, стал посещать монастыри. На допросе в 1931 году он показал: «В семье нашей было много родных, ушедших в монастырь, и я сам с 12 лет стал бывать в мужских монастырях, в которых находились родственники моей матери».
В 1881 году в возрасте восемнадцати лет «по совету и настоянию своих двоюродных сестёр — монахинь Воскресенского Новодевичьего монастыря» в Петербурге он поступил послушником в Валаамский Спасо-Преображенский монастырь, где провёл несколько лет. Не осталось свидетельств о том, как протекала жизнь Ивана Дружинина на Валааме и на какие послушания он был послан. В 1931 году Сергий вспоминал, что «условия послушания в этом монастыре были очень тяжёлые» и ему по «слабому состоянию здоровья были не под силу». По совету настоятеля Валаамского монастыря решил перейти в Сергиеву пустынь около посёлка Стрельна.
9 сентября 1887 года он был принят и, согласно заведённому порядку, два года прожил в обители как мирянин, усердно посещая богослужения и исполняя различные монастырские послушания. 24 сентября 1893 года Иван был пострижен в монашество с именем Сергий в честь преподобного Сергия Радонежского. 20 ноября 1894 года рукоположён в иеродиакона, а 24 апреля 1898 года — в иеромонаха. С сентября 1894 года — помощник ризничего, с 9 января 1902 года — ризничий Свято-Троицкой Сергиевой пустыни.
С 1900 года был духовником великих князей Константина Константиновича и Дмитрия Константиновича, а также детей великого князя Константина Константиновича. Убеждённый монархист. Спустя много лет, на допросе в ОГПУ говорил, что «факт отречения Государя от престола я встретил с огромным сожалением, скорбел за помазанника Божьего, так как я лично был самым тесным образом связан с интересами династии и был всем обязан царскому строю».
В 1904—1905 годах был направлен военным священником в Маньчжурию, в действующую армию.
С 6 мая 1915 года — настоятель Сергиевой пустыни под Петербургом, архимандрит. Революцию 1917 года, по его словам, «воспринял как тягчайшее бедствие для страны, означающее безвозвратную гибель прежней России». В начале 1919 года был изгнан монахами из монастыря (часть насельников не любила его за строгость) и был вынужден переехать в Александро-Невскую лавру.
С 1920 года — настоятель приходской церкви Андрея Критского, расположенной в 3 км от Свято-Троицкой Сергиевой пустыни. Пользовался уважением прихожан. В 1924 году было собрано несколько тысяч подписей в поддержку просьбы о его епископской хиротонии. Однако Епископский совет епархии выступил против (видимо, из-за отсутствия у кандидата богословского образования).

## Епископ
С 23 ноября 1924 года — епископ Нарвский, викарий Ленинградской епархии. Хиротонию возглавил Патриарх Тихон.
Продолжал служить в своём храме, в 1926—1927 годах — в Троицком Измайловском соборе, храме бывшего Синодального подворья, Покровской церкви на Боровой ул. и особенно в кафедральном соборе Воскресения Христова.
В 1927 — начале 1928 года несколько месяцев именовался епископом Копорским, а затем снова Нарвским.
Сторонник митрополита Иосифа (Петровых). Выступил против Декларации митрополита Сергия (Страгородского), 26 декабря 1927 года вместе с епископом Димитрием (Любимовым) подписал акт отделения от митр. Сергия, убедившись, «что новое направление и устроение русской церковной жизни, им принятое, ни отмене, ни изменению не подлежит». 30 декабря того же года митрополит Сергий запретил его в служении. Ненадолго отказался от своей оппозиционности, но уже в январе 1928 года вернулся к прежней позиции и не признал своё запрещение в служении.
Стал одним из лидеров «иосифлянского» движения. 12 октября 1928 года вместе с владыкой Димитрием тайно хиротонисал во епископа Максима (Жижиленко). После ареста владыки Димитрия в ноябре 1929 года был управляющим иосифлянской Ленинградской епархией.

### Арест, тюремное заключение, ссылка

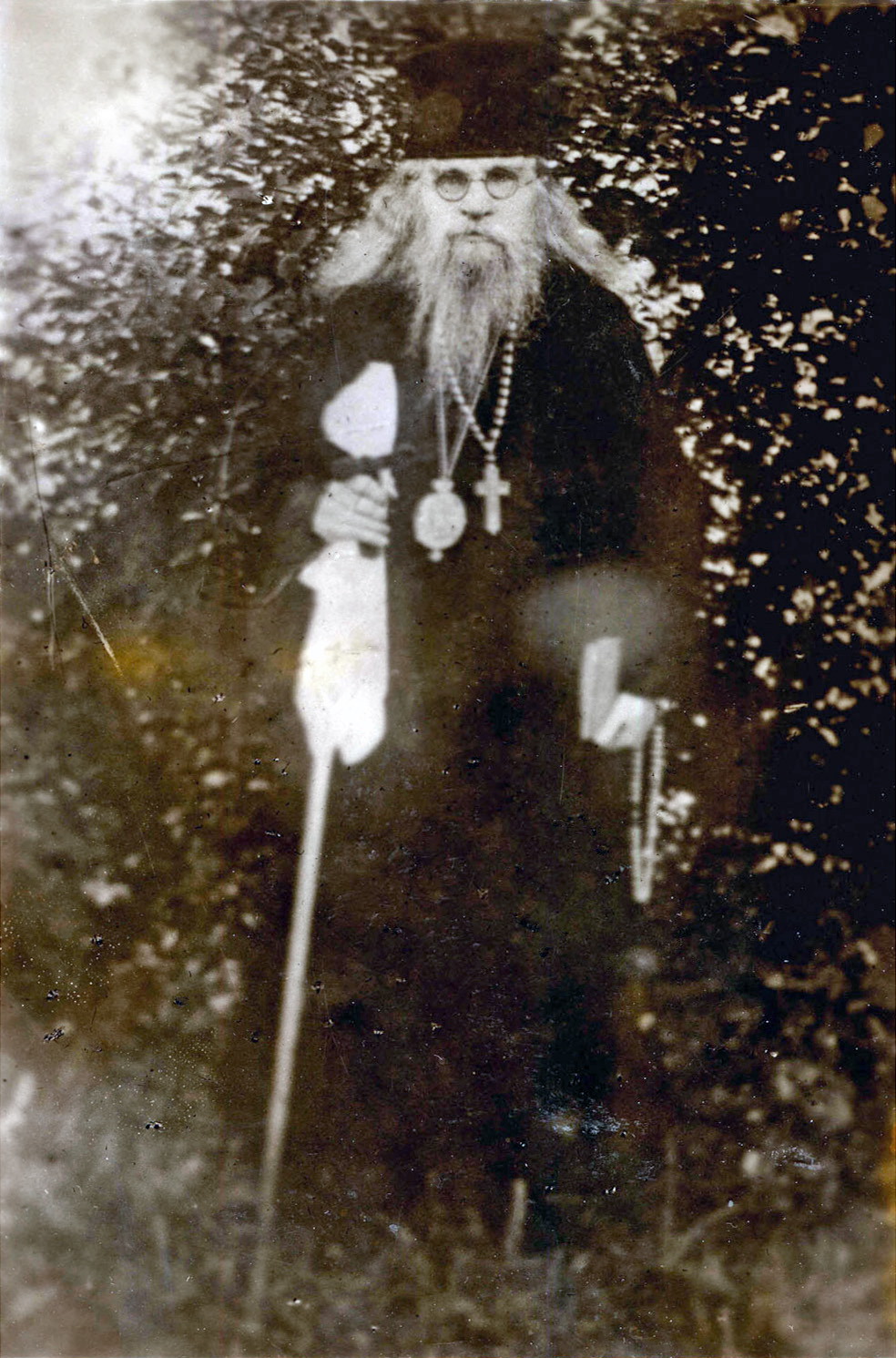
Фотография из следственного дела

7 декабря 1930 года был арестован. Постановлением Коллегии ОГПУ от 8 октября 1931 года епископ был приговорён к пяти годам лишения свободы. Не скрывал монархических убеждений, мужественно вёл себя на следствии. Заявил: «За всё, что большевики совершили и продолжают совершать, за расстрелы духовенства и преданных церкви христовой, за разрушение церкви, за тысячи погубленных сынов отечества большевики ответят, и русский православный народ им не простит. Я считаю, что у власти в настоящее время собрались со всего мира гонители веры христовой. Русский православный народ изнывает под тяжестью и гонениями этой власти…».
Отбывал срок в Ярославской тюрьме особого назначения. 7 октября 1935 года был приговорён Особым Совещанием при НКВД к ссылке в Марийскую автономную область на три года, жил в Йошкар-Оле, епископ служил тайно, местное население чтило его как святого старца.
С 21 января по 26 апреля 1935 года находился в больнице Бутырской тюрьмы. 7 октября 1935 года приговорён к 3 годам ссылки и 5 декабря отправлен в Йошкар-Олу Марийской автономной области, проводил там тайные богослужения.
В феврале 1936 года обратился за помощью к Е. П. Пешковой, адрес которой дал ему епископ Авраамий (Чурилин), сторонник митрополита Сергия. В письме он описывал своё положение:

Я сейчас нахожусь в городе Йошкар-Ола Мар<ийской> области, прислали меня сюда на три года, но видно, ещё Господь ко мне Милостив. Дала мне уголок одна бедная монашенка, и вот за мной она ухаживает. Я сам ничего не могу, руки мои мне служат плохо. На дороге меня всего обобрали, и я чуть не замёрз без одежды тёплой. Спасибо нашлись добрые люди и проводили меня до церкви, а случайно я встретил в Казани Епископа Авраамия, который ехал в Архангельск в ссылку из этого города, и он мне дал адрес. Вот поэтому я и добрался, а то бы валялся где-нибудь, как замёрзлый чурбан.

## Арест и мученическая кончина
7 сентября 1937 года арестован по обвинению в том, что «являясь ссыльным за к-р. деятельность, …определил себя к-р. монархическо-церковным элементом в городе, среди населения ведёт к-р. деятельность, а также объединяет своим руководством все к-р. группировки ИПЦ в МАССР». Виновным себя не признал, ни одного имени не назвал. 11 сентября 1937 года Тройкой Управления НКВД по Марийской АССР приговорён к высшей мере наказания. Расстрелян 17 сентября 1937 года в подвале Йошкар-Олинской тюрьмы.

## Канонизация и почитание
При подготовке канонизации новомучеников и исповедников, совершённой РПЦЗ в ноябре 1981 года, его имя было внесено в черновой поимённый список новомучеников исповедников российских. Поимённый список новомучеников и исповедников РПЦЗ, куда вошло и имя епископа Сергия, был издан только в конце 1990-х годов.
11 марта 2020 года решением Священного Синода Русской православной церкви включён в собор новомучеников и исповедников Церкви Русской наряду с епископом Максимом (Жижиленко) и ещё рядом подвижников, почитавшихся в РПЦЗ, с установлением дня памяти 4/17 сентября.